# Beux
Beux je francouzská obec v departementu Moselle v regionu Grand Est. Žije zde 297 obyvatel.

## Geografie

### Sousední obce
| Růžice kompasu | Pontoy            | Aube  | Rémilly | Růžice kompasu |
| Růžice kompasu | Sever             |       |         | Růžice kompasu |
| Růžice kompasu | Beux              |       |         | Růžice kompasu |
| Růžice kompasu | Jih               |       |         | Růžice kompasu |
| Růžice kompasu | Silly-en-Saulnois | Buchy | Luppy   | Růžice kompasu |